# Костомаровка
Костома́ровка (каз. Қостомар) — село у складі Зерендинського району Акмолинської області Казахстану. Входить до складу Ісаковського сільського округу.
Населення — 187 осіб (2021; 287 у 2009, 446 у 1999, 451 у 1989).
Національний склад станом на 1989 рік:
- казахи — 55 %;
- росіяни — 29 %.